# John Spence
John Francis Spence (Anaheim, 3 de fevereiro de 1969 - 21 de dezembro de 1987) era vocalista do grupo No Doubt, amigo de Eric Stefani, o irmão de Gwen Stefani. Após ter cometido suicídio, Gwen Stefani substituiu-o como vocalista.